# GSC7136-1204
GSC7136-1204 — хімічно пекулярна зоря спектрального класу Si, що має видиму зоряну величину в смузі V приблизно 10,1.